# Egenus breviceps
Egenus breviceps är en insektsart som beskrevs av Rauno E. Linnavuori 1957. Egenus breviceps ingår i släktet Egenus och familjen dvärgstritar. Inga underarter finns listade i Catalogue of Life.